# Subprionomitus
Subprionomitus is een geslacht van vliesvleugeligen uit de familie Encyrtidae. De wetenschappelijke naam van dit geslacht is voor het eerst geldig gepubliceerd in 1921 door Mercet.

## Soorten
Het geslacht Subprionomitus omvat de volgende soorten:
- Subprionomitus ferus (Girault, 1922)
- Subprionomitus festucae (Mayr, 1876)
- Subprionomitus frontatus Xu, 2000
- Subprionomitus obscuripennis Mercet, 1921
- Subprionomitus paludosus Hoffer, 1969